# روبرت إم. دوغلاس
روبرت إم. دوغلاس (بالإنجليزية: Robert M. Douglas)‏ هو محامي وقاضي أمريكي، ولد في 1849، وتوفي في 1917.